# Lophodermium anhuiense
Lophodermium anhuiense är en svampart som beskrevs av Y.R. Lin 1988. Lophodermium anhuiense ingår i släktet Lophodermium och familjen Rhytismataceae.   Inga underarter finns listade i Catalogue of Life.